# Culex kanyamwerima
Culex kanyamwerima är en tvåvingeart som beskrevs av Someren 1951. Culex kanyamwerima ingår i släktet Culex och familjen stickmyggor.
Artens utbredningsområde är Uganda. Inga underarter finns listade i Catalogue of Life.